# Port lotniczy Krško-Cerklje
Port lotniczy Krško-Cerklje – port lotniczy w miejscowości Cerklje ob Krki koło Krška (Słowenia). Obsługuje połączenia krajowe.